# Lucio Saviani
Lucio Saviani (Caserta, 1960) è un filosofo italiano, considerato uno dei principali esponenti dell’ermeneutica in Italia. Vive e lavora a Roma.

## Biografia
Lucio Saviani è nato a Caserta nel 1960. È socio fondatore della Società Filosofica Europea di Ricerca e Alti Studi (Sfera) e della Scuola Superiore Internazionale di Studi Filosofici.
Attualmente è professore a contratto di Storia della Filosofia, Fondamenti di Scienze Umane, Estetica e Sociologia dei processi culturali presso l’Università La Sapienza di Roma. Dal 2008 al 2012 è stato docente e membro del Consiglio Scientifico del Master “Arts &Cultural Skills for Management” alla LUISS di Roma. È stato professore di ruolo di Filosofia e Storia nei Licei Statali.
Membro della Società Italiana di Estetica, è stato consulente scientifico di Rai Educational per l’Enciclopedia Multimediale delle Scienze Filosofiche (“Le rotte della filosofia”, 1997; “Il cammino della filosofia”, 1998). Ha collaborato con l’Istituto Italiano per gli Studi Filosofici di Napoli, dove dal 1985 al 2000 ha partecipato ai seminari di Hans-Georg Gadamer e alle lezioni di Jacques Derrida e Jean-François Lyotard. Saviani dirige le collane “Oggetti del desiderio”, dedicata alle narrative dei luoghi del corpo (Fefé Editore), e “Narrazioni della conoscenza” (Moretti & Vitali), per la quale ha curato la prima edizione italiana di Filosofia prima di Vladimir Jankélévitch (2020).
Nel 2008 ha scritto con Pasquale Panella l’opera-dialogo Valéry Vartan. L’idea fissa che fa zum, portata in scena al Circolo dei Lettori di Torino (2008) e al MACRO di Roma (2019). Ha collaborato con poeti, musicisti e artisti visivi, tra cui Paolo Baruchello, Osvaldo Coluccino, Studio Azzurro, Theo Eshetu, Giulia Napoleone, Paolo Radi, Giuseppe Salvatori e Domenico Zampaglione. Nel 2015 ha curato i testi dello spettacolo teatrale Nietzsche, tra Apollo e Dioniso, portato in scena con Cosimo Cinieri per la regia di Irma Palazzo.
Tiene regolarmente seminari e conferenze in Italia e all’estero presso università, istituzioni e corsi di master. Per la Società Filosofica Europea di Ricerche e Alti Studi è direttore del Corso di Formazione "Idee del Novecento". Dal 2015 al 2019 ha tenuto un Seminario annuale presso il Centro per l'arte contemporanea "La Nuova Pesa" di Roma. Ha curato volumi di narrativa e cataloghi di performance e mostre di arti visive. È stato consulente per enti pubblici e case editrici. Nel 1999 ha condotto per il “Centro Rijnsburg” di Roma il ciclo di incontri "Arti e pensieri". Nel 2000 ha ideato e curato "Parole di fine millennio" al Teatro di Corte della Reggia di Caserta e "La grande salute" (ciclo di conferenze sul pensiero di Friedrich Nietzsche) per il Parco Culturale del Tigullio, di cui è stato anche Presidente del Premio “Nietzsche-Santa Margherita Ligure”. Ha collaborato con Massimo Cacciari al film Carnevale di Venezia (1994). Ha partecipato alle ultime edizioni di Milano Poesia (1992) e del Premio Malaparte di Capri (1995).
Ha fondato la rivista “Caserta Live” (1989) e le associazioni culturali “Il villaggio globale” (1981) e “Politeia” (1993). Nel 1998 ha fondato il Centro Rijnsburg di Roma.
Ha tenuto conferenze presso la City University di New York e gli Istituti Italiani di Cultura di Parigi, Cracovia e Praga. Nel 2005 è co-fondatore dell’associazione culturale Multiversum, che ha ideato e curato il Festival Internazionale di Filosofia di Roma.

## Pensiero
Lucio Saviani è un esponente di spicco dell'ermeneutica in Italia. I suoi lavori esplorano il rapporto tra ermeneutica e decostruzionismo, il concetto di gioco come chiave interpretativa, la natura della filosofia come forma di scrittura e il pensiero del limite. Nei suoi studi più recenti si concentra sul dialogo tra filosofia e teologia, con particolare attenzione al Cristianesimo orientale.

## Opere principali
- Ermeneutica radicale come esperimento in Nietzsche. Il gioco dell’oltre (Giannini, 1986)
- Limina coralia (Le Pleiadi, 1992)
- Voci di confine. Il limite e la scrittura (Ripostes, 1993, Moretti&Vitali, 2011)
- A dadi con gli dei. Su Nietzsche (Ripostes, 1994)
- Ermeneutica del gioco. Dal gioco come simbolo alla decostruzione come gioco (Edizioni Scientifiche Italiane, 1998)
- Sull'Athos. Tracce di una via filosofica (Edizioni Saletta dell’Uva, 2003)
- Tracciati. Itinerari filosofici nella società della comunicazione (Zona editrice, 2004)
- Necessità della filosofia (Edizioni Saletta dell’Uva, 2007)
- Ermeneutica e scrittura (Aliberti, 2008)
- Ludus Mundi. Idea della filosofia (Moretti&Vitali, 2017)
- Mani. La più antica delle invenzioni (Fefè editore, 2017) [8]
- Monte Athos. Il cielo in terra (Luca Sossella editore, 2018)
- Intorno al centro (Bordeaux, 2021)
- L'esercizio della filosofia. Per una vitale incertezza (Moretti&Vitali, 2021)

## Contributi principali in
- Kosmos Topos (Politeia Edizioni, 1995)
- Segnalibro. Voci da un dizionario della contemporaneità (Liguori Editore, 1995)
- I nomi della sincronicità (Moretti&Vitali, 2007)
- Cinque donne in nero (Fefè editore, 2013)
- Piazze in piazza, di Giampiero Castellotti (Spedizioni, 2016) [9]
- Poros. Idee di Napoli e variazioni sul tema del Mediterraneo (Marco Valerio, 2016)
- Naso, di Pasquale Panella (Fefè editore, 2018)
- Filosofia prima, di Vladimir Jankélévitch (Moretti&Vitali, 2020)
- Le esistenze minori, di David Lapoujade (Moretti&Vitali, 2020)
- Il divino Platone, di Stefano Cazzato (Moretti&Vitali, 2022)
- Áskesis. Il perfezionamento di sé, di Giovanni Ferraro (Moretti&Vitali, 2022)
- Mi chiamo Arianna, di Pasquale Panella (Moretti&Vitali, 2023)
- Antipensiero, di Flavio Ermini (Moretti&Vitali, 2023)
- Joë Bousquet. Esistenza e scrittura (Moretti&Vitali, 2025)
- Il dissenso (Moretti&Vitali, 2025) [10]